# C.O.Ska
La C.O.Ska (Compagnia Orchestrina Ska) è un gruppo musicale italiano ska di origine ferrarese, nato nel 2002.

## Storia
Dalla sua formazione sono stati pubblicati 3 album, Gambero killer, Chettelodicoafare e Mi meraviglio che nessuno dica un cazzo, ed un singolo, Donatella.
Gli album sono usciti per l'etichetta discografica Baraonda, diffusi a livello nazionale.
Il gruppo ha collaborato per la realizzazione di Donatella con il noto saxofonista ferrarese Poltronieri, che ai Buskers ha affiancato al sax Taxy.
Inoltre i C.O.Ska hanno recentemente partecipato allo Ska Day a Rovereto (FE) dove hanno suonato assieme ai Vallanzaska. 
Ha fatto da apripista a Bad Manners, The Slackers, Sud Sound System.

## Formazione
- Friz - voce
- Macho - tromba
- Pippo - basso
- Henry - tastiere
- Tommy - batteria
- Fillo - chitarra
- Daka - sax

## Discografia

### Album
- 2003 - Gambero killer
- 2008 - Chettelodicoafare
- 2011 (inedito) Mi meraviglio che nessuno dica un cazzo

### Singoli
- 2007 - Donatella